# Cedria tobiasi
Cedria tobiasi är en stekelart som beskrevs av Shi, Chen och He 2004. Cedria tobiasi ingår i släktet Cedria och familjen bracksteklar. Inga underarter finns listade.